# Alloborborus pallifrons
Alloborborus pallifrons är en tvåvingeart som först beskrevs av Fallen 1820.  Alloborborus pallifrons ingår i släktet Alloborborus och familjen hoppflugor. Arten är reproducerande i Sverige. Inga underarter finns listade i Catalogue of Life.